# Alfredo Bortoluzzi
Alfredo Bortoluzzi (* 21. Dezember 1905 in Karlsruhe; † 20. Dezember 1995 in Peschici) war ein italienischer Tänzer, Choreograf und Bühnenbildner, der am Staatlichen Bauhaus studiert hatte.

## Leben
Alfredo Bortoluzzi war der Sohn italienischer Eltern und wuchs in Karlsruhe auf. Nach dem Abitur studierte er von 1924 bis 1927 an der Akademie der Bildenden Künste Karlsruhe, wo Hermann Gehri und Walter Conz zu seinen Lehrern gehörten. Im Kurs von Walter Conz für Radierung erwarb Bortoluzzi das Meisterschüler-Diplom. Trotz des Angebots einer Assistentenstelle durch Conz, schrieb sich Bortoluzzi 1927 für ein Studium am Bauhaus in Dessau ein, das bis 1928 andauerte. Nach dem Vorkurs von Josef Albers gehörte er den Zeichen- und Malklassen von Wassily Kandinsky und Paul Klee sowie der Bühnenklasse von Oskar Schlemmer. 
1930 kehrte Bortoluzzi als Hospitant ans Bauhaus zurück. Im selben Jahr stellte er gemeinsam mit anderen Bauhauskünstlern seine Werke in der Galerie Ferdinand Möller in Berlin aus. 1933 war er an einer Ausstellung in Düsseldorf beteiligt, die geschlossen wurde und deren Werke durch die Nationalsozialisten als „Entartete Kunst“ beschlagnahmt wurden. Danach nahm er Ballettunterricht in Karlsruhe und ging 1936 nach Paris, wo er Klassisches Ballett studierte. Er wurde Solotänzer an der Pariser Oper, war Choreograf und schuf Bühnenbilder. Bis 1944 war er als Tänzer, Choreograf und Bühnenbildner in mehreren Städten in Deutschland tätig. Nach dem Zweiten Weltkrieg war er Choreograf und Bühnenbildner am Badischen Staatstheater Karlsruhe. Später war er in Bielefeld, Dresden und Essen tätig. Seine Tanzkarriere beendete er 1958 wegen einer Knieverletzung und zog nach Peschici in der italienischen Provinz Foggia, wo er sich ausschließlich der Malerei widmete.
Trotz des Tanzes hatte Bortoluzzi seine Tätigkeit als Maler nie aufgegeben. 1946 stellte er seine Werke mit den früheren Bauhausmeistern Kandinsky und Klee sowie anderen Bauhauskünstlern in Heidelberg aus. Es folgten weitere Ausstellungen 1947 im Kunstverein Karlsruhe, 1948 in Baden-Baden, 1950 in Köln und 1954 in Essen. Ebenso stellte er in Italien aus. 1968 war er an der Ausstellung „50 Jahre Bauhaus“ in Stuttgart beteiligt.
Nach dem Tod von Alfredo Bortoluzzi wurden seine Werke international präsentiert. Dazu zählten Ausstellungen 1996 und 1997 in Mailand und 1997 in Bozen sowie eine Retrospektive 2001 im Tessin. 2009 erwarb eine Stiftung mit Sitz in Foggia seinen Nachlass, die ihn wissenschaftlich erschließt und durch Ausstellungen der Öffentlichkeit präsentiert.